# Torneo de Estocolmo 2023
El BNP Paribas Nordic Open 2023 fue un torneo de tenis perteneciente al ATP Tour 2023 en la categoría ATP Tour 250. El torneo tuvo lugar en la ciudad de Estocolmo (Suecia) desde el 16 hasta el 22 de octubre, sobre canchas duras.

## Distribución de puntos
| Modalidad            | Campeón | Finalista | Semifinales | Cuartos de final | 2ª ronda | 1ª ronda | Clasificados | 2ª ronda de clasificación | 1ª ronda de clasificación |
| Individual masculino | 250     | 165       | 100         | 50               | 25       | 0        | 13           | 7                         | 0                         |
| Dobles masculino     | 250     | 150       | 90          | 45               | 20       | 0        | -            | -                         | -                         |

## Cabezas de serie

### Individuales masculino
| Tenista              | Ranking | Preclasificado |
| Holger Rune          | 5       | 1              |
| Adrian Mannarino     | 23      | 2              |
| Tallon Griekspoor    | 24      | 3              |
| Alejandro Davidovich | 25      | 4              |
| Sebastián Báez       | 29      | 5              |
| Jiří Lehečka         | 30      | 6              |
| Christopher Eubanks  | 32      | 7              |
| Daniel Evans         | 33      | 8              |

- Ranking del 2 de octubre de 2023.[2]

### Dobles masculino
| Tenistas                        | Ranking | Preclasificados |
| Máximo González Andrés Molteni  | 20      | 1               |
| Nikola Čačić Mate Pavić         | 85      | 2               |
| Sadio Doumbia Fabien Reboul     | 85      | 3               |
| Robert Galloway Albano Olivetti | 104     | 4               |

## Campeones

### Individual masculino
Gaël Monfils venció a  Pavel Kotov por 4-6, 7-6(8-6), 6-3

### Dobles masculino
Andrey Golubev /  Denys Molchanov vencieron a  Yuki Bhambri /  Julian Cash por 7-6(10-8), 6-2